# Bouilland
Bouilland is een gemeente in het Franse departement Côte-d'Or (regio Bourgogne-Franche-Comté) en telt 188 inwoners (2005). De plaats maakt deel uit van het arrondissement Beaune.

## Geografie
De oppervlakte van Bouilland bedraagt 16,1 km², de bevolkingsdichtheid is 11,7 inwoners per km².
De onderstaande kaart toont de ligging van Bouilland met de belangrijkste infrastructuur en aangrenzende gemeenten.

## Demografie
Onderstaande figuur toont het verloop van het inwonertal (bron: INSEE-tellingen).